# Zahorský potok
Zahorský potok – potok, dopływ rzeki Kacwinianka. Jest to niewielki potok, ale jego znaczenie topograficzne jest znaczne - prowadzi nim bowiem granica polsko-słowacka między polską miejscowością Kacwin i słowacką miejscowością Wielka Frankowa. Potok wypływa w dolince między znajdującym się w Polsce wzniesieniem Zarzędowe Smerki (775 m) i wzniesieniem Hora na Słowacji (858 m). Spływa w kierunku północno-zachodnim i tuż poniżej dawnego przejścia granicznego Kacwin-Veľká Franková uchodzi do Kacwinianki jako jej prawy dopływ. Następuje to w miejscu o współrzędnych 49°21′08,0″N 20°17′29,0″E/49,352222 20,291389.
Potok nie ma polskiej nazwy.